# Oma maa
Oma maa (La mia terra o La nostra terra natale), Op. 92, è una cantata di Jean Sibelius, composta nel 1918.

## Storia
Sibelius compose l'opera su un testo finlandese, una poesia di Kallio che scelse lui stesso, per coro misto e orchestra, per celebrare il decimo anniversario del Coro Nazionale. Sibelius completò la cantata il 18 marzo 1918. Armas Maasalo eseguì la prima esecuzione.
Il pezzo fu scritto in un momento in cui le Guardie Rosse, a sostegno dell'amministrazione russa della Finlandia, stavano perdendo la loro influenza. Sibelius era stato invitato dal direttore del coro nazionale finlandese per contribuire con qualcosa, per un concerto che avrebbe celebrato il decimo anniversario dell'istituzione del coro.